# Sony Ericsson W800
De Sony Ericsson W800i is een mobiele telefoon uit 2005 van Sony Ericsson. Dit is het eerste Walkman-model van dit bedrijf dat telefoons produceert. De W800 beschikt over een geïntegreerde mp3-speler, Bluetooth waarmee men bestanden kan verzenden, en smileys voor het sms'en. Ook kan men op het internet met deze telefoon (alleen helaas nog geen Email, Twitter, Hyves, Facebook enz. Men kan een taal instellen voor de telefoon. De W800i is alleen beschikbaar in de kleur wit met oranje. Deze telefoon beschikt over een speciale Return-knop, zodat men niet op de C-knop hoeft te drukken om terug te keren naar het vorige menu. Natuurlijk bevat de W800 ook over de Walkman-functie waarmee men muziek kan beluisteren.
De voorganger van de W800 is de K750 en de opvolger is de W810.

## Internet
Zoals bij de meeste telefoons heeft deze telefoon ook beschikking over internet. Maar men moet alleen uit een internetprofiel kiezen. De meegeleverde profielen zijn:
- Orange
- Telfort
- T-Mobile
- Vodafone
- Vodafone Live!

Bij het starten van de optie Internet ziet men een startscherm, met onder andere opties voor Instellingen. Als men bij Meer gaat kijken, kan men ook kiezen uit bijvoorbeeld Favorieten.

## Opstarten
Bij het opstarten van de telefoon verschijnt een opstartmenu. (Dit kan men in het instellingen-menu aan- of uitzetten.) In het opstartmenu kan men vervolgens kiezen uit de opties Start tel. en Alleen muziek. De eerste optie start de telefoonfuncties op. Bij de tweede keuze worden alleen de Walkman-functies gestart (Flight mode); dit is handig voor locaties waar gebruik van een GSM-telefoon niet is toegestaan, zoals ziekenhuizen en vliegtuigen.

## Games
De standaard geïnstalleerde games bij deze telefoon zijn PuzzleSlider en QuadraPop.

## Versies
- W800c voor China
- W800i voor Afrika, Amerika, Australië en Europa